# Robert Kiyosaki

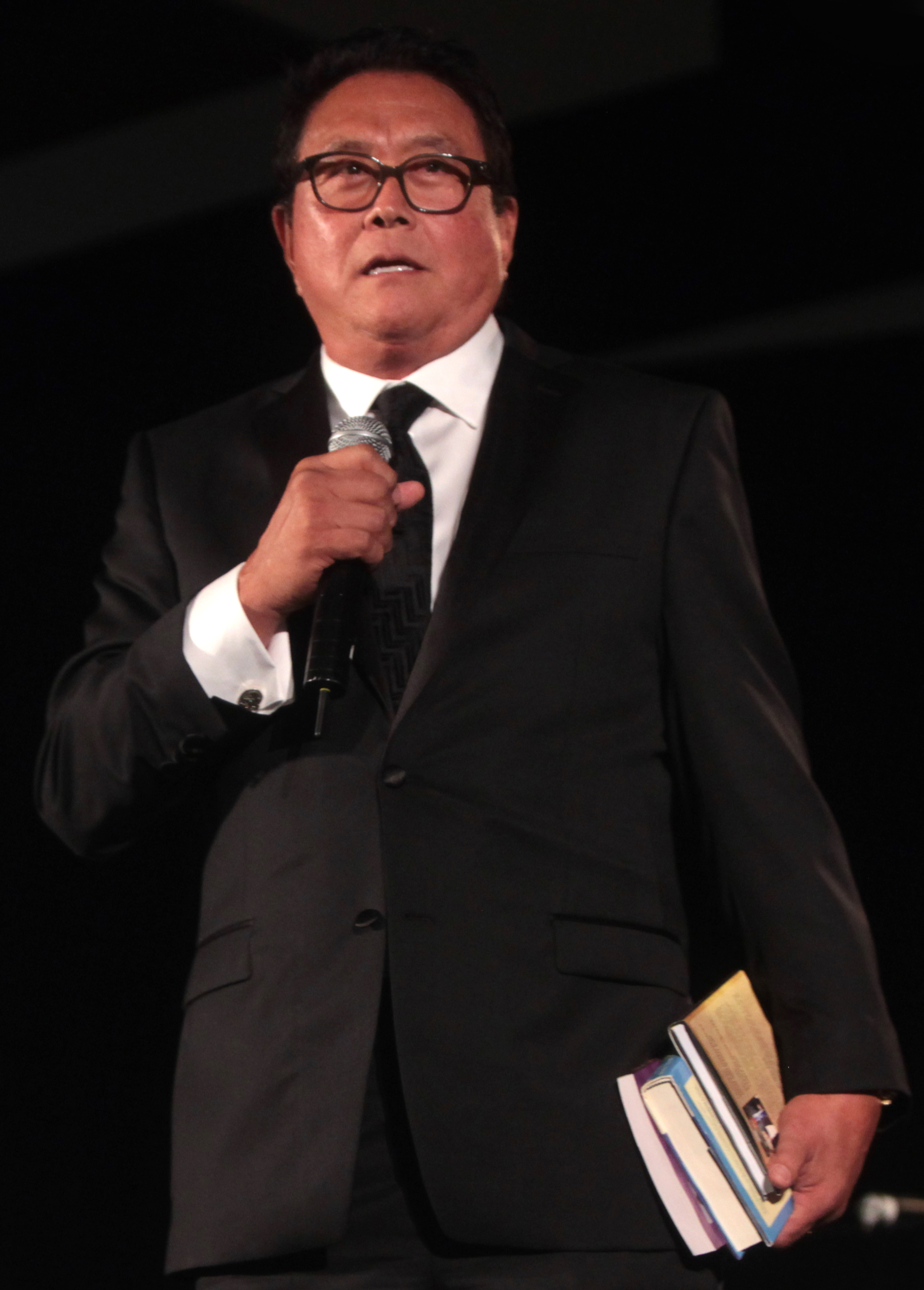
Robert Kiyosaki, 2014

Robert Toru Kiyosaki (* 8. April 1947 in Hilo, Hawaii) ist ein US-amerikanischer Geschäftsmann und Autor von Selbsthilfebüchern. Am bekanntesten ist er für die Buchserie Rich Dad, Poor Dad und die dazugehörigen Materialien.
Bisher schrieb er 18 Bücher, von denen über 26 Millionen Stück verkauft wurden. Drei seiner Bücher – Rich Dad Poor Dad, Rich Dad’s Cashflow Quadrant und Rich Dad’s Guide to Investing – waren gleichzeitig in den Top-10-Bestsellerlisten des Wall Street Journal, der USA Today und der New York Times. Im deutschsprachigen Raum standen alle drei Titel mehrmals auf der Bestsellerliste des Manager Magazins.

## Leben
In die vierte Generation einer amerikanischen Familie japanischer Herkunft hineingeboren und auf Hawaii aufgewachsen, ist Robert Kiyosaki Absolvent der US Merchant Marine Academy in New York und diente dem US Marine Corps als Pilot. 1974 verließ er das Marine Corps und trat bei der Xerox Corporation eine Anstellung im Vertrieb an. Erste Gehversuche als selbstständiger Unternehmer mit Portemonnaies aus Nylon und Velcro, gedacht für Surfer, und mit lizenzierten Heavy-Metal-T-Shirts scheiterten. Daraufhin begann er mit dem Durchführen von Seminaren unter dem Titel „Money & You“, basierend auf den Visionen von Richard Buckminster Fuller. Kern der Visionen waren persönliche Verantwortung und der Weg in Win-win-Situationen. Nach dem Ausstieg eines der Unternehmensgründer führte Kiyosaki das Unternehmen ab 1985 mit dem verbleibenden Gründungsgesellschafter D.C. Cordova. Sie lehrten ihre Seminarinhalte vor allem in Australien und Neuseeland, liquidierten das Unternehmen jedoch im Jahre 1994 nach einer Welle negativer Schlagzeilen.
Seine Autorenkarriere begann er mit Eigenpublikationen, bevor Warner Books seine Bücher unter dem Namen Rich Dad Press übernahm. In der Zeit von 1996 bis 1997 gründete Kiyosaki Cashflow Technologies, Inc., das Unternehmen hinter den Marken Rich Dad und Cashflow 101.

## Lehre
Wesentliche Teile von Kiyosakis Lehren konzentrieren sich auf das Schaffen passiven Einkommens durch Investitionen wie Immobilien oder Unternehmensbeteiligungen. Ziel ist es, mit passivem Einkommen alleine die persönliche wirtschaftliche Existenz bestreiten zu können. In diesem Zusammenhang definiert er „Assets“ (Vermögen) als Güter und Werte, die Einkommen generieren und/oder eine Wertsteigerung erfahren, und „Liabilities“ (Verbindlichkeiten) als alles, was Wert verliert und/oder Geld kostet, z. B. Kreditkarten, Auto, Miete etc.
Kiyosaki legt großen Wert auf finanzielle „Erfahrung“; er ist der Meinung, dass (Über-)Lebensfähigkeiten nicht in der Schule, sondern durch Lebenserfahrung gelernt werden. Seiner Meinung nach richtet sich eine akademische Ausbildung vorrangig an solche, die eine Festanstellung suchen oder selbstständig in einem Beruf arbeiten wollen, was ein Überbleibsel des „industriellen Zeitalters“ sei. Wer finanzielle Freiheit erreichen wolle, müsse demnach Geschäftsmann oder Investor sein, jemand, der passives Einkommen generiert.
Kiyosaki stellt dies plakativ als „Cashflow Quadrant“ (E–S–B–I) dar, indem er Menschen nach ihrem Einkommen und ihrem Freiheitsgrad in vier Gruppen kategorisiert: (E)mployee – (S)elf employed – (B)usiness owner – (I)nvestor. Während Angestellte (E) und Selbstständige (S) für sich oder andere arbeiten müssen, besitzt der Geschäftsinhaber (B) ein „System“, das für ihn arbeitet. Nur der Investor (I) sei sowohl reich als auch frei sowie in der erstrebenswerten Lage, passiv Einkommen zu generieren, d. h. Geld für sich arbeiten zu lassen.

## Bücher
Kiyosakis bekannteste Veröffentlichung ist Rich Dad, Poor Dad, der New-York-Times-Bestseller, dem mehr als ein Dutzend weiterer Bücher folgten. Ursprünglich eigenverlegt, bevor es zum Bestseller wurde, ist es in erster Linie ein Selbsthilfebuch, das helfen soll, den Blickwinkel auf Geld und Vermögen zu verändern, die Einstellung zu sich selbst als Angestellter, jemand, der bezahlt wird, gebildet zu sein und konform zu gehen, zu überdenken. Sein Buch unterstreicht dieses mit einer Vielzahl von Anekdoten über seinen „armen Vater“, Superintendent des hawaiischen Innenministeriums, der ihm nur Schulden hinterließ, und einen „reichen Vater“. Eventuell nur erdacht, entwickelte sich der Vater seines besten Freundes zum reichsten Mann Hawaiis, indem er Teile seines – im Vergleich zum „armen Vater“ – geringeren Einkommens in einkommengenerierende Anlagen investierte. Anhand dieser beiden „Väter“ illustriert Kiyosaki, dass seiner Meinung nach die Vielzahl seiner Landsleute im Hamsterrad (Rat Race) gefangen sind, von Gehalt zu Gehalt leben und ihre gesamte Zeit darauf verwenden, ihre Rechnungen bezahlen zu können. Im deutschsprachigen Raum erscheinen seine Bücher im FinanzBuch Verlag.
Sein Buch Rich Kid, Smart Kid, veröffentlicht im Jahr 2001, soll Eltern unterstützen, ihren Kindern finanzwirtschaftliche Zusammenhänge zu erklären. Darüber hinaus entwickelte er drei Brett- und Computerspiele für Erwachsene und Kinder sowie eine Serie von Hörbüchern und einen monatlichen Newsletter.

## Didaktische Spiele
Für Kiyosaki sind Lern- und Geldspiele, wie z. B. Monopoly, sehr bedeutsam, um grundlegende Finanz- und Vermögensbildungsstrategien zu begreifen. Deshalb entwickelte er eine Reihe von Brettspielen, um seine Lehren zu verdeutlichen.
Cashflow 101 ist das erste von Kiyosakis Spielen, das auf dem deutschen Markt vertrieben wird. Als Brettspiel will es die Spieler im Umgang mit Geld und Investitionen schulen. Das Spiel hat zwei wesentliche Phasen: Im Hamsterrad (Rat Race; deshalb sind die Spielfiguren kleine Plastikratten unterschiedlicher Farbe) versucht der Spieler, sein passives Einkommen so weit aufzubauen, dass es seine Ausgaben übersteigt; dann darf der Spieler in die zweite Phase übergehen, „the Fast Track“, die Überholspur, auf der der Gewinner ermittelt wird. Siegreich ist derjenige, der als Erster 50.000 Dollar in monatlichem Cashflow verdient oder seinen Traum gekauft hat.
Zu Beginn dieses Spiels bekommt jeder Spieler eine Identität, d. h. ein Berufsbild mit den entsprechenden monatlichen Einnahmen und Ausgaben, zugewiesen. Im Verlauf des Spiels muss er dann für seine Identität Buch führen und erfährt so, was jeden Monat mit seinem tatsächlichen Geld passieren kann. So erfährt jeder Teilnehmer spielerisch, wie er Anlagevermögen schaffen kann und welche unvorhergesehenen Ereignisse seinen Geldabgang erhöhen.

## Kritik
John T. Reed bewertet diverse Ratschläge und Aussagen Kiyosakis, z. B. „college is for suckers“, als falsch oder gefährlich und kritisiert dessen Verquickung mit Multi-Level-Marketing-Organisationen. In einer Replik erwiderte Kiyosaki, dass Rich Dad Poor Dad ein sehr einfaches Buch sei, das ein sehr komplexes Thema vereinfache.

## Veröffentlichungen
(die erste Jahreszahl ist die der US-Originalveröffentlichung, Titelangaben in deutsch – sofern vorhanden)
- (1992): If You Want to Be Rich and Happy, Don’t Go To School.
- (1997): Rich Dad Poor Dad – Was die Reichen ihren Kindern über Geld beibringen. (Mit Sharon Lechter), Goldmann, 2007.
- (1998): Cashflow Quadrant – Rich Dad Poor Dad. (Mit Sharon Lechter), FinanzBuch Verlag, 2010.
- (2000): Rich Dad’s Investmentguide – Wo die Reichen wirklich investieren. (Mit Sharon Lechter), FinanzBuch Verlag, 2015.
- (2001): Rich Dad’s Rich Kid Smart Kid. (Mit Sharon Lechter)
- (2001): Reichtum kann man lernen – Was Millionäre schon als Kinder wussten. (Mit Sharon Lechter), mvg, 2001.
- (2003): Rich Dad – Das Geschäft des 21sten Jahrhunderts. (Mit John Flemming und Kim Kiyosaki), Life Success Media, 2012.
- (2004): Rich Dad Poor Dad for Teens. (Mit Sharon Lechter)
- (2005): Rich Dad’s Bevor Du Deinen Job kündigst – 10 praktische Lektionen für Gründer, um ein Millionen-Business aufzubauen. (Mit Sharon Lechter), FinanzBuch Verlag, 2016.
- Warum die Reichen immer reicher werden (Mit Tom Wheelwright), FinanzBuch Verlag, München 2018, ISBN  978-3959720755
- (2019): FAKE – Die Wahrheit über schlechtes Geld, falsche Lehrer und unechte Vermögenswerte – Wie Lügen die Reichen reich und die Armen ärmer machen., FinanzBuch Verlag, 2019.